# Danijel Šarić
Danijel Šarić (serbisk: Данијел Шарић, (født 27. Juli 1977) er en serbisk/arabisk håndboldspiller, der spiller for Al Qiyada og Qatars håndboldlandshold.